# ایگور سچین
ایگور سچین (به روسی: Игорь Сечин) (زاده ۷ سپتامبر ۱۹۶۰ سن پترزبورگ) کارآفرین، سیاست‌مدار و مدیر اجرایی اهل روسیه است، که هم‌اکنون به‌عنوان مدیر عامل و رئیس هیئت مدیره شرکت روس‌نفت فعالیت می‌کند. وی یکی از نزدیکترین متحدین ولادیمیر پوتین در روسیه به‌شمار می‌آید.
سچین اغلب به‌عنوان یکی از مشاوران محافظه‌کار پوتین شناخته می‌شود. وی در مطبوعات روسیه، به‌نام "Darth Vadar" که به‌معنی؛ "ترسناکترین مرد روی زمین" است، خطاب می‌گردد. ایگور سچین از کارکنان کا گ ب بود، که پس از آشنایی با پوتین در سال ۱۹۹۴ همواره از نزدیکترین مشاوران او به‌حساب آمده‌است و تا ۲۱ مه ۲۰۱۲ نیز به عنوان معاون نخست‌وزیر روسیه، در کنار ولادیمیر پوتین بود. سچین اکنون مدیر عامل اجرایی و رئیس هیئت مدیره شرکت روس‌نفت می‌باشد. این شرکت هم‌اکنون بزرگترین شرکت نفتی روسیه و پس از گازپروم دومین شرکت فعال در صنایع نفت و گاز این کشور محسوب می‌شود.